# 渡辺党蒲池氏
渡辺党蒲池氏（わたなべとうかまちし）とは、渡辺氏の分家とする松浦党の蒲池氏のこと。『蒲池物語』にのみ見える。
渡辺氏は嵯峨源氏の渡辺綱にはじまる一族で、綱の曾孫とされる松浦久の嫡子の松浦直（安）の六男の山代囲（山代源六囲）の子の山代圓（山代源三圓）が、承久の乱の後、蒲池氏の娘婿となり、嵯峨源氏の源満末の後裔の蒲池氏の遺領を譲られ、圓が領地の地名の蒲池から新しく蒲池氏を興す。この山代圓（源圓）からはじまる蒲池氏を、渡辺党蒲池氏あるいは松浦党蒲池氏という。
元寇の時は蒲池諸久が松浦党の一族として出陣し、執権北条時宗からの感状を受けた。鎌倉幕府が倒れ、南北朝時代になると南朝方に属し、菊池武敏が足利尊氏を迎え撃った1336年（建武3年）の多々良浜の戦いでは蒲池武久が嫡子の無いまま討ち死にした。武久の死後、蒲池氏は、南朝の懐良親王を支えていた筑後宇都宮氏の宇都宮久憲が遺領と名跡を継ぐまでの約20年間、領主不在の状態となって零落し、家は武久の娘が「女地頭」としてかろうじて守った。
ただし、上記の内容は『蒲池物語』やそれに影響を受けた資料にしか見えず、それ以前に成立した「蒲池家譜」には蒲池氏と松浦氏の関連は一切記されていない。